# II. Albert meisseni őrgróf
II. (Elfajzott) Albert (1240 – 1314. november 20.) türingiai tartománygróf 1265-től 1294-ig, meisseni őrgróf 1288-tól 1291-ig.
III. Henriknek fiaként született. Édesapja 1265-ben három részre osztotta birtokait: Albert kapta Thüringiát és a szász Pfalzot, Dietrich öccse Landsberget és Osterlandot, saját maga pedig Meissen és Niederlausitz birtokában maradt. Albert egy ideig bölcsen uralkodott területén és boldogan élt feleségével Margittal, II. Frigyes német-római császár leányával, akit 1254-ben vett feleségül. Később megismerkedett eisenbergi Kunigundával, és törvénytelen kapcsolatba került vele. Felesége 1270-es halála után Albert feleségül vette Kunigundát, a német király pedig törvényesnek ismerte el ugyancsak Albert (Apitz) nevű gyermeküket. II. Albert első házasságából származó fia, Frigyes és Dietrich (Diezmann) Dietrich nagybátyjukhoz menekültek, és véres háborút robbantottak ki Alberttel megakadályozandó féltestvérük, a kis Apitz örökösödését.
Albert győzelmet aratott fiain, és Frigyes fogságba is vetette a wartburgi várban. Később Frigyes kiszabadult, és új erővel kezdte a harcot édesapja ellen. 1284-ben elhunyt az idősebbik Dietrich, az ifjabbik Dietrich pedig megtámadta unokaöccsét, Dadogó Frigyest. 1288-ban Frigyes vetett fogsága édesapját, aki 1291-ben szabadult ki. Albert elkeseredésében a landsbergi területet Dadogó Frigyesnek adta el, Thüringiát pedig 1293-ban nassaui Adolf német királynak. Mint később kiderült, sem nassaui Adolf, sem utódja, I. Albert német király nem birtak Frigyessel és Dietrichhel, akik örökségüket védelmezték.
Albertnek megadatott, hogy megérje még a háborúskodás végét, és 70 éves kora fölött hunyt el 1314-ben.